# Insurrection des esclaves de Saint John de 1733

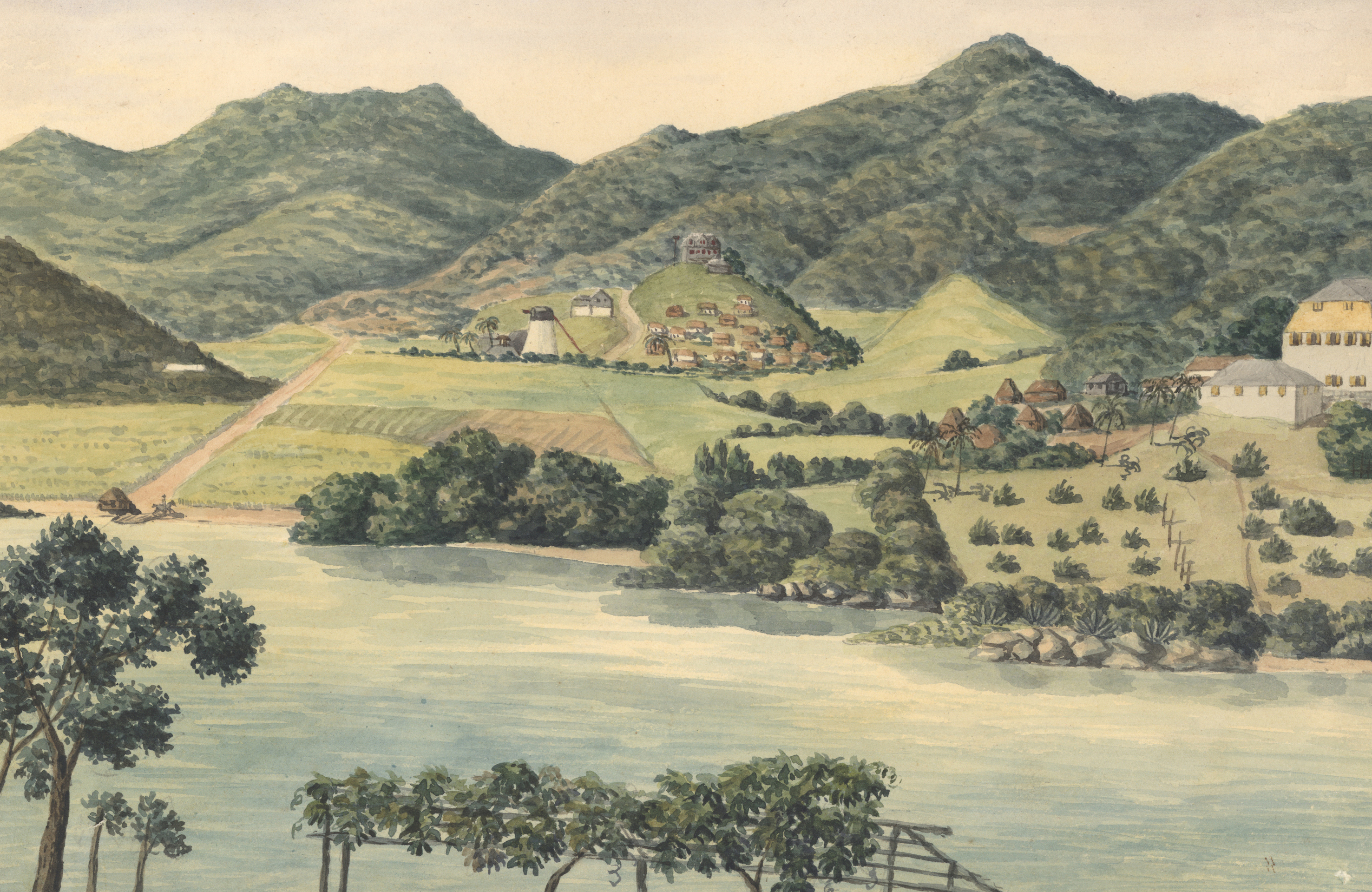
La plantation Carolina à Coral Bay, St. John, 1832

L'Insurrection des esclaves de 1733 eut lieu sur l'île de Saint John dans les Antilles danoises. Elle commença le 23 novembre 1733, lorsque 150 esclaves africains d'Akwamu (aujourd'hui au Ghana) se révoltèrent contre les propriétaires et les gérants des plantations de l'île. Pendant plusieurs mois et, ce, jusqu'en août 1734, la rébellion des esclaves fut l'une des plus anciennes et des plus longues révoltes d'esclaves des Amériques. Les esclaves Akwamu s'emparèrent du fort de Coral Bay et prirent le contrôle de la plus grande partie de l'île. Ils avaient l’intention d’accaparer la production agricole et d’utiliser les Africains d’autres tribus comme esclaves.
Les planteurs reprirent le contrôle à la fin du mois de mai 1734, après la défaite des Akwamu, vaincus par plusieurs centaines de soldats français et suisses mieux armés envoyés en avril depuis la Martinique, une colonie française. Les milices des colonies continuèrent à traquer les marrons et finalement déclarèrent la rébellion terminée à la fin du mois d'août 1734.

## Historique

### Commerce des esclaves
Lorsque les Espagnols occupèrent les Indes occidentales pour la première fois, ils utilisèrent les peuples indigènes comme esclaves, mais la plupart d'entre eux moururent des suites de maladies infectieuses, du travail forcé et de la guerre. À la fin du XVIIe siècle, les Britanniques, les Français et les Néerlandais se disputèrent l'île après l'avoir occupée ensemble pendant un certain temps. Les Britanniques vainquirent mais de nombreux planteurs néerlandais restèrent sur l'île. En 1718, les Danois revendiquèrent Saint John. Bien que certaines plantations aient été instaurées, il n'y avait pas suffisamment de travailleurs parmi les colons. Les jeunes Danois n'étaient pas assez nombreux à émigrer aux Antilles permettant de constituer une source fiable de main-d'œuvre. Les tentatives faites pour utiliser des employés sous contrat provenant des prisons danoises en tant que travailleurs des plantations furent infructueuses. L'absence de main-d'œuvre dans les plantations malgré les diverses tentatives a fait de l'importation d'esclaves d'Afrique une nécessité qui devint bientôt la principale source de main-d'œuvre dans les îles des Antilles danoises. Les navires danois ont transporté environ 85 000 esclaves africains vers le Nouveau Monde entre 1660 et 1806.
Les Danois se sont lancés dans la traite négrière africaine en 1657. Au début du XVIIIe siècle, la Compagnie danoise des Indes occidentales et de Guinée avait consolidé l'exploitation d'esclaves dans les environs d'Accra (aujourd'hui au Ghana) sur la Côte de Guinée. L'Akwamu avait conquis Accra et établi sa domination sur les routes commerciales vers l'intérieur des terres et sont devenus la tribu dominante du peuple Akan dans le district d’Accra, connus pour leur « force de frappe face aux tribus qu’ils avaient conquises ». Ces derniers capturaient et vendaient des esclaves et gardaient de nombreuses femmes comme concubines dans divers villages. Après la mort du roi Akwamu, des tribus rivales de la région ont attaqué la nation affaiblie des Akwamu et, en 1730, elles vainquirent. En représailles des années d'oppression, leurs ennemis vendirent de nombreux Akwamu en esclavage aux Danois qui furent transportés dans des plantations aux Antilles, y compris des domaines situés à Saint John.
Au moment de la rébellion en 1733 à Saint John, des centaines d'Akwamu étaient présents sur l'île. Environ 150 furent impliqués dans l'insurrection tandis que d'autres groupes ethniques africains ne les soutinrent pas et certains furent même fidèles aux planteurs.

### Occupation danoise de Saint John
En 1718, les Danois réclamèrent à l'île de Saint John afin d'y développer des plantations de canne à sucre et des cultures diverses telles que l'indigo et le coton; la demande de sucre était particulièrement forte et les prix très élevés en Europe. Les planteurs néerlandais étaient encore importants sur l'île. Au milieu de 1733, les planteurs avaient fondés et développés 109 plantations et les propriétaires d'esclaves possédaient plus de 1 000 esclaves africains sur l'île. Un cinquième des plantations était alors consacré au sucre. À la fin du siècle, la population totale d'esclaves était d'environ 2500. En 1733, la population d'esclaves était plus de cinq fois supérieure à celle des habitants européens : 1087 esclaves et 206 Blancs. Un grand nombre de plantations à Saint John appartenait à des habitants de Saint Thomas. Ces propriétaires absents ont alors embauché des surveillants et des contremaîtres pour gérer leurs terres et leurs esclaves à leur place. Dans ces conditions, la cruauté des surveillants put prospéré, accentuée par le fait que la Compagnie danoise des Indes occidentales et de Guinée n'a fourni que six soldats pour la défense de Saint John, épaulés par la milice blanche locale.

### Marronnage
En 1733, en réponse à des conditions de vie difficiles dues à la sécheresse, à un violent ouragan et aux mauvaises récoltes ravagées par des insectes, de nombreux esclaves des Antilles, y compris à Saint John, abandonnèrent leurs plantations et se cachant dans les bois. En octobre 1733, des esclaves du domaine de Suhm, dans la partie est de Saint John, et provenant d'autres plantations entourant la région de Coral Bay s'échappèrent. La législature coloniale adopta le code des esclaves en 1733 pour tenter de réprimer cette révolte et pour forcer les esclaves à l'obéissance. Les sanctions pour désobéissance étaient sévères et comprenaient la flagellation, l'amputation d'un membre ou la mort par pendaison. Une grande partie du code était destinée à empêcher les esclaves de s'échapper et à les empêcher de conspirer pour créer des communautés indépendantes.

### La révolte des esclaves
Dans leur pays d'origine, beaucoup d'Akwamu étaient des nobles, des marchands fortunés ou des membres puissants de la haute société. Akwamu, un homme de haut rang, développa des plans pour déclencher une insurrection, prendre le contrôle de l'île de Saint John et la gouverner. Il prévoyait de continuer à produire du sucre et d'autres cultures en utilisant des Africains d'autres tribus comme esclaves. Un chef Akwamu, le roi June, esclave et contremaître sur le domaine de Sødtmann, diriga la rébellion. Les autres dirigeants étaient Kanta, le roi Bolombo, le prince Aquashie et Breffu. Selon un rapport du planteur français Pierre Pannet, les chefs rebelles se rencontrèrent régulièrement la nuit pendant un certain temps pour élaborer le plan.

### Les évènements du 23 novembre 1733
La révolte de 1733 commença par des actes de rébellion le 23 novembre 1733 dans la plantation de Coral Bay, propriété du magistrat Johannes Sødtmann. Une heure plus tard, d'autres esclaves furent admis dans le fort de Coral Bay pour livrer du bois, un événement régulier, sauf qu'ils avaient caché des couteaux dans les lots qu'ils utilisèrent pour tuer la plupart des soldats dans le fort. Le soldat John Gabriel put échappé à Saint-Thomas et alerta les autorités danoises de la révolte. Un groupe de rebelles sous la direction du roi June resta dans le fort pour en garder le contrôle, tandis qu'un autre groupe pris le contrôle des domaines situés dans la région de Coral Bay après avoir entendu le signal du canon du fort. Les esclaves tuèrent beaucoup de Blancs dans ces plantations. Les esclaves rebelles se déplacèrent le long de la côte nord de l'île mais, dans chaque région, ils évitèrent la destruction généralisée et systématique des biens car ils avaient l'intention de s’emparer des domaines et de contrôler la production à leur avantage.

### Les attaques rebelles
Après avoir pris le contrôle des domaines Suhm, Sødtmann et Company, les rebelles se dispersèrent dans le reste de l'île. Les Akwamu attaquèrent la plantation de Cinnamon Bay située sur la côte centre-nord mais les propriétaires fonciers John et Lieven Jansen et un groupe d'esclaves fidèles résistèrent à l'attaque, empêchant les rebelles d'avancer. Les Jansen purent alors s'échapper et se réfugièrent à la plantation de Durloe. Les fidèles esclaves de Jansen purent également échapper. Les rebelles pillèrent la plantation et partirent ensuite affronter des propriétaires terriens qui s'étaient réfugiés dans la plantation de Durloe. Les défenseurs repoussèrent l'attaque des esclaves, mais de nombreux planteurs et leurs familles s'enfuirent à Saint-Thomas par la mer, distant d'environ 5 à 9 miles (8,0 à 14,5 km).

### Fin de la révolte et ses conséquences
Des responsables danois lancèrent un appel à l'aide aux colons français établis à la Martinique, située à 521 km de distance. Deux navires français arrivèrent à Saint John le 23 avril 1734, transportant plusieurs centaines de soldats français et suisses pour tenter de reprendre le contrôle de l'île. Avec leur puissance de feu et leurs troupes, à la mi-mai, ils avaient restauré le pouvoir des planteurs sur l'île. Les navires français rentrèrent en Martinique le 1er juin, laissant la milice locale à la recherche des rebelles restants, ce qu'ils firent au cours des trois mois suivants.
L'insurrection des esclaves fut considérée comme terminée le 25 août 1734 lorsque le sergent Øttingen captura les derniers rebelles marrons restants. Les pertes de vies humaines et la destruction des biens résultant de l'insurrection amenèrent de nombreux propriétaires terriens de Saint John à déménager à Sainte-Croix, une île voisine achetée par les Danois en 1733. Quatre navires transportèrent des planteurs et leurs familles en août.
Franz Claasen, un esclave fidèle de la famille van Stell, s'est vu conférer le titre de succession du Domaine de Mary Point pour avoir alerté la famille de la rébellion et l'avoir aidée à s'échapper à Saint-Thomas. L'acte foncier de Franz Claasen fut enregistré le 20 août 1738 par Jacob van Stell, faisant de Claasen le premier propriétaire foncier noir et libre (« Free Colored ») de Saint John.
Le Danemark mit fin à la traite des esclaves dans les Antilles danoises le 1er janvier 1803, mais l'esclavage se poursuivit néanmoins. Lorsque les Britanniques émancipèrent leurs esclaves dans les Antilles britanniques en 1838, les esclaves de Saint John commencèrent à partir de Saint John pour rejoindre Tortola et les îles britanniques environnantes. Le 24 mai 1840, onze esclaves de Saint John volèrent un bateau et se sauvèrent pour Tortola pendant la nuit. Les huit hommes (Charles Bryan, James Jacob, Adam (alias Cato), Big David, Henry Law, Paulus, John Curay) et trois femmes (Kitty, Polly et Katurah) appartenaient à la Plantation d'Annaberg et à dix domaines de Leinster Bay. Frère Schmitz, le missionnaire morave local, fut envoyé à Tortola par la police de Saint John pour persuader les esclaves de revenir. Après avoir rencontré les responsables de Tortola et les esclaves en fuite, Schmitz retourna à Saint John pour relayer la résolution des esclaves de rester à l'écart en raison des mauvais traitements infligés par les surveillants des plantations.
Après que les planteurs aient remplacé ces surveillants, Charles Bryan, son épouse Katurah et James Jacobs retournèrent travailler à Leinster Bay. Kitty, Paulus, David et Adam déménagèrent à Saint-Thomas. Henry Law, Petrus et Polly restèrent à Tortola. John Curry déménagea à Trinidad. Aucun des esclaves en fuite ne fut puni.
Des esclaves et des Noirs libres demandèrent au gouvernement colonial et au Danemark d’abolir l’esclavage. Le 3 juillet 1848, soit 114 ans après la révolte des esclaves, les Afro-Caribéens de Sainte-Croix ont organisèrent une manifestation non violente visant à l'abolition de l'esclavage. Le gouverneur général Peter von Scholten déclara leur émancipation dans toutes les Antilles danoises.